# Jesús Gutiérrez
José de Jesús "Chuy" Gutiérrez Flores (nació el 24 de agosto de 1974 en Guadalajara, Jalisco) es un exfutbolista y entrenador mexicano; se desempeñaba como lateral por derecha o mediocampista.

## Trayectoria

### Futbolista
Debutó en la Primera División de México con el Club Irapuato en el Invierno 2000. Pasó a Veracruz en el Verano 2002 convirtiéndose en una pieza importante de los Tiburones Rojos.
Para el Apertura 2003 es transferido a Jaguares de Chiapas, donde se convirtió en uno de los hombres de hierro al jugar todos los encuentros de manera completa en su primer torneo; en su última Temporada, encontró regularidad con Jaguares B, cuadro filial de los Naranjas en la Primera División 'A'. 
Al salir de Jaguares, continuó su carrera en la División de Ascenso, primero en su regreso al Club Irapuato y finalmente con el Club Tijuana. Con los Xoloitzcuintles ganó el Apertura 2010 y la Final de Ascenso 2010-11. 
Se retiró con Xolos en junio de 2011.

## Clubes

### Futbolista
| Club                | País   | Año       |
| ------------------- | ------ | --------- |
| Irapuato            | México | 1997-2001 |
| Veracruz            | México | 2002-2003 |
| Jaguares de Chiapas | México | 2003-2009 |
| Jaguares B (Cárnet) | México | 2008-2009 |
| Irapuato            | México | 2009-2010 |
| Club Tijuana        | México | 2010-2011 |

### Partidos y goles
| Competencia                | Partidos | Goles |
| -------------------------- | -------- | ----- |
| Primera División de México | 260      | 7     |
| Liga de Ascenso de México  | 67       | 1     |
| InterLiga                  | 2        | 0     |
| Total                      | 329      | 8     |

* Temporada 2000-2001 a la Temporada 2010-2011.

## Palmarés

### Futbolista
Campeonatos nacionales 
| Categoría                 | Título                   | Club         | País   |
| ------------------------- | ------------------------ | ------------ | ------ |
| Primera División 'A'      | Invierno 1999            | Irapuato     | México |
| Primera División 'A'      | Verano 2000              | Irapuato     | México |
| Primera División 'A'      | Final de Ascenso 1999-00 | Irapuato     | México |
| Liga de Ascenso de México | Apertura 2010            | Club Tijuana | México |
| Liga de Ascenso de México | Final de Ascenso 2011    | Club Tijuana | México |